# Antonio Chao
Antonio Villar Chao (La Coruña, Galicia, 26 de marzo de 1921 - 23 de mayo de 2000) fue un futbolista español que se desempeñaba como delantero.

## Clubes
| Club                         | País   | Año       |
| ---------------------------- | ------ | --------- |
| R. C. Deportivo de La Coruña | España | 1941-1949 |
| C. D. Málaga                 | España | 1949-1951 |
| América                      | México | 1951-1953 |